# Alpha Sextantis
Désignations
Alpha Sextantis (α Sex / α Sextantis) est l'étoile la plus brillante de la constellation du Sextant.
C'est une géante blanche de type spectral A0III et de magnitude apparente 4,49. Elle est à environ 280 années-lumière de la Terre.